# Децюк, Анастасия
Анастасия Децюк (рум. Anastasia Dețiuc; род. 14 декабря 1998, Молдавия) — чешская профессиональная теннисистка, до 2018 года выступавшая за Молдавию. Победительница одного турнира WTA (2022) и одного турнира WTA 125 в парном разряде; победительница 22 турниров ITF (3 — в одиночном разряде).

## Общая биография
Родилась 14 декабря 1998 года в Молдавии, а с 2018 года является натурализованной гражданкой Чехии.

## Спортивная карьера
В феврале 2014 году провела 4 матча за сборную Молдавии в Кубке Федерации, где она в трёх матчах победила соперниц и в одном матче проиграла.
В 2018—2019 годах стала победительницей трёх турниров ITF в одиночном разряде.
И в 2017—2023 годах стала победительницей ещё семнадцати турниров ITF в парном разряде.

### 2022—2023
1 октября 2022 года в партнерстве с чешской теннисисткой Мириам Колодзейовой стала победительницей турнира WTA 250 Открытого чемпионата Эмилии-Романьи в Парме (Италия), где они в финале победили Аранчу Рус и Тамару Зиданшек со счётом 1-6, 6-3, [10:8], что стало её лучшим результатом в парном разряде на WTA Туре 2022 года.
В конце июля 2023 года в партнерстве с россиянкой Аминой Аншба стала финалисткой на турнире Swiss Open в Лозанне (Швейцария), где они в финале проиграли Анне Бондар и Диане Парри со счётом 2-6, 1-6, что стало её лучшим результатом в парном разряде на WTA Туре 2023 года.

### 2024
В начале мая 2024 года стала победительницей в парном разряде вместе с россиянкой Аминой Аншба турнира WTA 125 Открытый чемпионат Сен-Мало в Сен-Мало (Франция), где она в финале победила француженок Эстель Касино и Кароль Монне со счётом 7-6(9-7), 2-6, [10:5].
В начале июня 2024 года вместе с россиянкой Аминой Аншба дошли до 1/8 финала парного разряда Открытого чемпионата Франции, в котором проиграли итальянкам Саре Эррани и Жасмине Паолини со счётом 2-6, 0-6.
В начале декабря 2024 года вместе с Анастасией Тихоновой стала победительницей 100-тысячного турнира ITF W100 Al Habtoor Tennis Challenge в Дубае (ОАЭ) в парном разряде, где в финале они победили Елену Приданкину и Изабеллу Хаверлаг со счётом 6-3, 6-7(7-9), [10:8].

## Итоговое место в рейтинге WTA по годам
| Год  | Одиночный рейтинг | Парный рейтинг |
| 2023 | —                 | 99             |
| 2022 | 1133              | 81             |
| 2021 | 555               | 169            |
| 2020 | 376               | 157            |
| 2019 | 367               | 166            |
| 2018 | 417               | 448            |
| 2017 | 790               | 841            |
| 2016 | 1035              | 1073           |